# Accidente de Twin Otter de Royal Nepal Airlines de 2000
El 27 de julio de 2000, un de Havilland Canada DHC-6 Twin Otter operado por Royal Nepal Airlines se estrelló en Nepal mientras realizaba la ruta del aeropuerto de Bajhang al aeropuerto de Dhangadhi en un vuelo doméstico de pasajeros. Los restos del avión, con registro 9N-ABP, fueron localizados en Jogbuda, Distrito de Dadeldhura. Los 22 pasajeros y tres tripulantes que viajaban a bordo fallecieron en la colisión. Se llevó a cabo una investigación del accidente por parte de las autoridades nepalíes después de localizar el lugar del siniestro.

## Aeronave
El avión implicado en el accidente fue un de Havilland Canada DHC-6 Twin Otter operado por Royal Nepal Airlines. Efectuó su primer vuelo en 1979 con Royal Nepal Airlines, quien adquirió el aparato directamente a su fabricante, de Havilland Canada. Fue el octavo accidente con este tipo de aeronave de Royal Nepal Airlines, sin embargo, fue el duodécimo incidente en el que se vio implicada una aeronave de este tipo en la historia de la aviación de Nepal.

## Tripulación y pasajeros
Todos los ocupantes a bordo de la aeronave fallecieron en la colisión; incluyendo a los tres miembros de la tripulación y a los 22 pasajeros incluyendo tres niños pequeños. Todos los ocupantes fueron de nacionalidad nepalí.

## Accidente
La ruta estaba programada para tratarse de un vuelo doméstico de treinta minutos desde el aeropuerto de Bajhang, de donde partió a las 10:11 Horario de Nepal para poner rumbo al aeropuerto de Dhangadhi en el Lejano Occidente de Nepal. El último contacto por radio tuvo lugar a las 10:31, apenas dos minutos antes de que el avión tuviera previsto aterrizar en Dhangadhi. Tras desplegar un helicóptero al lugar del accidente, se descubrió que el avión había colisionado con las copas de varios árboles a 4300 pies en la colina Jarayakhali de los montes Sivalik en Jogbuda, Distrito de Dadeldhura, donde comenzó a arder.